# Tschugujewka
Tschugujewka (russisch Чугу́евка) ist ein Dorf in der Region Primorje (Russland) mit 11.101 Einwohnern (Stand 1. Oktober 2021).

## Geographie
Das Dorf liegt im Fernen Osten Russlands im westlichen Teil des hier Mittelgebirgscharakter tragenden, dicht bewaldeten Sichote-Alin, knapp 200 Kilometer (Luftlinie) nordöstlich der Regionshauptstadt Wladiwostok. Tschugujewka liegt an der Mündung des gleichnamigen Baches in den Ussuri, der hier den bis 943 Meter hohen Östlichen Blauen Kamm (Wostotschny sini chrebet) im Westen vom Belki-Kamm mit dem 1433 Meter hohen Berg Isjubrinaja („Hirschberg“) östlich von Tschugujewka trennt.
Tschugujewka, das zu den größten Dörfern des russischen Fernen Ostens gehört, ist Verwaltungszentrum des nach ihm benannten Rajons Tschugujewski.

## Geschichte
Das Dorf wurde am 13. September 1903 von altgläubigen Umsiedlern aus den mittelsibirischen Gouvernements Tomsk und Jenisseisk gegründet und entwickelte sich schnell zu einem lokalen Zentrum.
Während der Okkupation des Fernen Ostens durch japanische Truppen zu Beginn der 1920er Jahre infolge des Russischen Bürgerkriegs war Tschugujewka eines der Zentren der Partisanenbewegung.
1935 wurde der Ort Verwaltungszentrum eines Rajons.
Zu Beginn der 1970er Jahre wurde der Ort von einer Eisenbahnstrecke erreicht, die bereits 1940 ausgehend von der Station Mansowka (heute Sibirzewo) der Transsibirischen Eisenbahn das 57 Streckenkilometer westlich gelegene Warfolomejewka erreicht hatte. Der geplante Weiterbau in Richtung Osten unterblieb, ist aber bis heute Teil der langfristigen Planungen („Strategie 2030“) der Russischen Eisenbahnen. Durch den Bahnanschluss kam es jedoch im Gebiet um Tschugujewka zu einem Wirtschaftsaufschwung, und die Einwohnerzahl des Dorfes stieg bis in die 1980er Jahre gegenüber den 1960ern auf das Doppelte.

### Bevölkerungsentwicklung
| Jahr | Einwohner |
| ---- | --------- |
| 1939 | 2.802     |
| 1959 | 5.201     |
| 1970 | 7.387     |
| 1979 | 9.629     |
| 1989 | 12.427    |
| 2002 | 13.680    |
| 2010 | 12.171    |
| 2021 | 11.101    |

Anmerkung: Volkszählungsdaten

## Kultur und Sehenswürdigkeiten
Seit 1981 gibt es in Tschugujewka ein Alexander-Fadejew-Literatur-und-Gedenkmuseum. Sehenswert ist die Berglandschaft des Sichote-Alin, der sich im Südosten des Rajons mit dem Berg Oblatschnaja („Wolkenberg“) bis auf 1856 Meter erhebt.

## Wirtschaft und Infrastruktur
Hauptwirtschaftszweig ist die Forstwirtschaft. In der Nähe werden Baustoffe und Zeolithe abgebaut, es gibt eine kleine chemische Fabrik. In der Umgebung wird Landwirtschaft lokaler Bedeutung mit Rinderhaltung und Anbau von Kartoffeln und Gemüse betrieben.
Tschugujewka ist Endpunkt der 163 Kilometer langen Eisenbahnstrecke von Sibirzewo an der Transsibirischen Eisenbahn über Arsenjew (Stationsname Nowotschugujewka; gut fünf Kilometer nördlich des Ortes). Die Strecke überquert die zwei Arme des Ussuri unmittelbar vor dem Bahnhof auf einer etwa 350 Meter langen Brücke.
Nördlich des Dorfes führt auch die Regionalstraße 05N-100 vorbei, die Ussurijsk an der Fernstraße A370 Ussuri Chabarowsk–Wladiwostok über Arsenjew mit den Bergbauzentren Kawalerowo und Dalnegorsk im Osten der Region und der Küste des Japanischen Meeres bei Rudnaja Pristan verbindet.
Knapp zehn Kilometer südlich des Ortes befindet sich eine Basis der Russischen Luftstreitkräfte (ICAO-Code UHS2; nach näher gelegenen kleineren Dörfern auch Sokolowka oder Bulyga-Fadejewo genannt; bzw. Sandagou nach dem alten – bis 1972 – Namen des letzteren Dorfes und des Ussuri auf diesem Abschnitt seines Laufes). Von dort startete am 6. September 1976 der Leutnant Wiktor Belenko mit seiner MiG-25P, um nach Hakodate in Japan zu desertieren. Heute sind in Tschugujewka MiG-31 stationiert.

## Persönlichkeiten
- Alexander Fadejew (1901–1956), Schriftsteller, verbrachte Kindheit und Jugend in Tschugujewka